# División Flechas Negras
La División Flechas Negras (en italiano: Divisione "Frecce Nere) fue una división del bando sublevado durante la Guerra Civil Española. 
Fue una división formada por Camisas Negras creada cuando la División Flechas fue reforzada con unidades de apoyo y renombrada. Sirvió en la Ofensiva de Cataluña, la última ofensiva de la Guerra Civil Española. Los italianos del Corpo Truppe Volontarie sirvieron en estas unidades mixtas, donde los italianos proporcionaban los oficiales y el personal técnico, mientras que los españoles servían en la tropa.

## Orden del batallón
División Flechas Negras - Coronel Valentino Babini
- 1.º Regimiento
  - 1.º Batallón “Monte Jata”
  - 2º Batallón "Bermeo"
  - 3.º Batallón "Munguía”
  - Batería de 65/17
- 2º Regimiento
  - 1.º Batallón "Peña Amarilla”
  - 2º Batallón “Santoña”
  - 3.º Batallón "Algorta”
  - Batería de 65/17
- Batallón de Fusileros "Laredo"
- Batallón de fusileros independientes
- Batallón de máquinas
  - 1.ª Compañía de Ametralladoras
  - 2.ª Compañía de Ametralladoras
  - 3.ª Compañía de Ametralladoras
  - 4.ª Compañía de Morteros
- Compañía Automotriz
- Regimiento de Artillería
  - Grupo de los 65/17
  - Grupo de los 75/27 “Vizcaya”
  - Grupo de 100/17
  - Batería de 20 mm
- Batallón de Ingenieros
- Empresa de logística